# Horodîni, Rojîșce
Horodîni (în ucraineană Городині) este localitatea de reședință a comunei Horodîni din raionul Rojîșce, regiunea Volînia, Ucraina.

## Demografie
Componența lingvistică a localității Horodîni
     Ucraineană (98,65%)
     Rusă (1,35%)
Conform recensământului din 2001, majoritatea populației localității Horodîni era vorbitoare de ucraineană (98,65%), existând în minoritate și vorbitori de rusă (1,35%).